# Javier Lozano Barragán
Javier Lozano Barragán (Toluca, 26 januari 1933 – Rome, 20 april 2022) was een Mexicaans geestelijke en kardinaal van de Rooms-Katholieke Kerk.

## Biografie
Lozano Barragán bezocht het seminarie in Zamora en studeerde vervolgens aan de Pauselijke Gregoriaanse Universiteit in Rome. Hier promoveerde hij in de godgeleerdheid. Hij werd op 30 oktober 1955 priester gewijd door Carlo kardinaal Confalonieri, prefect van de Congregatie voor de Seminaries en de Universiteiten. Hij keerde terug naar Mexico, waar hij aan het seminarie van Zamora doceerde. Hij werd later directeur van het Pastoraal Instituut van de Latijns-Amerikaanse bisschoppenconferentie (CELAM).
Op 5 juni 1979 werd Lozano Barragán benoemd tot hulpbisschop van Mexico-Stad en tot titulair bisschop van Tinisia di Numidia; zijn bisschopswijding vond plaats op 15 augustus 1979. In 1984 werd hij bisschop van Zacatecas. Op 31 oktober 1996 benoemde Johannes Paulus hem tot president van de Pauselijke Raad voor het Pastoraat in de Gezondheidszorg en tot aartsbisschop ad personam.
Lozano Barragán werd tijdens het consistorie van 21 oktober 2003 kardinaal gecreëerd. Hij kreeg de rang van kardinaal-diaken. Zijn titeldiakonie werd de San Michele Archangelo. Hij nam deel aan het conclaaf van 2005.
Lozano Barragán ging op 18 april 2009 met emeritaat. Hij kreeg op 12 juni 2014 de rang van kardinaal-priester. Zijn titelkerk werd de Santa Dorotea.
Even voor zijn emeritaat heeft hij zich uitgesproken over de dood van de Italiaanse Eluana Englaro, die overleed na een coma van zeventien jaar en nadat alle medische handelingen op verzoek van haar vader waren gestaakt. Lozano noemde haar dood een misdaad.
Lozano Barragán overleed op 89-jarige leeftijd.
- Gemeinsame Normdatei: 1122064578
- International Standard Name Identifier: 0000 0001 1716 6187
- Library of Congress Control Number: n87103419
- Nationale Bibliotheek van Polen: a0000002986591
- Nederlandse Thesaurus van Auteursnamen: 307950603
- Istituto Centrale per il Catalogo Unico: TO0V391456
- Système universitaire de documentation: 060812362
- Virtual International Authority File: 164179138
- WorldCat: E39PBJdrJtv7KtwYgqhQJ3bmVC